# Pierre de Carcavi
Pierre de Carcavi (Lyon, ca. 1603 – Paris, abril de 1684 foi um matemático francês, secretário da Biblioteca Nacional da França sob Luís XIV de França.
Carcavi é conhecido por sua correspondência com Pierre de Fermat, Blaise Pascal, Christiaan Huygens, Galileu Galilei, Marin Mersenne, Evangelista Torricelli e René Descartes.